# Campeonato Mundial de Kart
O Campeonato Mundial de Kart é regido pela CIK-FIA. O título de campeão é atribuído ao mais bem sucedido piloto de Kart durante uma etapa, composta por 3 baterias. Em 2001 e 2002, o título foi determinado em 5 corridas. E nos 2 últimos anos (2012 e 2013), em 2 corridas. O primeiro piloto a conquistar o título foi Guido Sala, em 1964.
O britânico Mike Wilson é o maior vencedor da história, com seis títulos conquistados entre 1981 e 1989, seguido pelo belga François Goldstein, que venceu o Mundial cinco vezes, entre 1969 e 1975. Goldstein venceu por quatro anos consecutivos, enquanto que Wilson venceu em três. 

## Palmarés

### Categoria Única (Karts KF1)
| Ano  | Piloto              | Chassis       | Motor      | Pneus | Local (Onde foi Campeão) | Detalhes |
| ---- | ------------------- | ------------- | ---------- | ----- | ------------------------ | -------- |
| 1964 | Guido Sala          | Tecno         | Parilla    | ?     | Rome                     | Detalhes |
| 1965 | Guido Sala          | Tecno         | BM         | ?     | Rome                     | Detalhes |
| 1966 | Susanna Riganelli   | Tecno         | Parilla    | ?     | Copenhagen               | Detalhes |
| 1967 | Edgardo Rossi       | Birel         | Parilla    | ?     | Circuit de Monaco        | Detalhes |
| 1968 | Tomas Nilsson       | Robardie      | BM         | ?     | Rye House                | Detalhes |
| 1969 | François Goldstein  | Robardie      | Parilla    | ?     | ?                        | Detalhes |
| 1970 | François Goldstein  | Robardie      | Parilla    | ?     | Thiverval-Grignon        | Detalhes |
| 1971 | François Goldstein  | Taifun        | Parilla    | ?     | Turin                    | Detalhes |
| 1972 | François Goldstein  | Taifun        | Parilla    | ?     | Kalmar                   | Detalhes |
| 1973 | Terry Fullerton     | Birel         | Komet      | ?     | Nivelles-Baulers         | Detalhes |
| 1974 | Riccardo Patrese    | Birel         | Komet      | ?     | Autódromo do Estoril     | Detalhes |
| 1975 | François Goldstein  | BM            | BM         | ?     | Paul Ricard              | Detalhes |
| 1976 | Felice Rovelli      | BM            | BM         | ?     | Hagen                    | Detalhes |
| 1977 | Felice Rovelli      | BM            | BM         | ?     | Parma                    | Detalhes |
| 1978 | Lake Speed          | Birel         | Parilla    | ?     | Le Mans                  | Detalhes |
| 1979 | Peter Koene         | Dap           | Dap        | ?     | Autódromo do Estoril     | Detalhes |
| 1980 | Peter De Bruijn     | Swiss Hutless | Parilla    | ?     | Nivelles-Baulers         | Detalhes |
| 1981 | Mike Wilson         | Birel         | Komet      | D     | Parma                    | Detalhes |
| 1982 | Mike Wilson         | Birel         | Komet      | D     | Kalmar                   | Detalhes |
| 1983 | Mike Wilson         | Birel         | Komet      | D     | Le Mans                  | Detalhes |
| 1984 | Jorn Haase          | Kali          | Komet      | D     | Liedolsheim              | Detalhes |
| 1985 | Mike Wilson         | Birel         | Komet      | D     | Parma                    | Detalhes |
| 1986 | Guga Ribas          | Birel         | Komet      | D     | Jacksonville             | Detalhes |
| 1987 | Giampiero Simoni    | PCR           | PCR        | B     | Jesolo                   | Detalhes |
| 1988 | Mike Wilson         | CRG           | Komet      | D     | Laval                    | Detalhes |
| 1989 | Mike Wilson         | CRG           | Komet      | D     | Valence                  | Detalhes |
| 1990 | Jan Magnussen       | CRG           | Rotax      | B     | Jesolo                   | Detalhes |
| 1991 | Jarno Trulli        | Allkart       | Parilla    | D     | Le Mans                  | Detalhes |
| 1992 | Danilo Rossi        | CRG           | Rotax      | D     | Ugento                   | Detalhes |
| 1993 | Nicola Gianniberti  | Haase         | Rotax      | D     | Laval                    | Detalhes |
| 1994 | Alessandro Manetti  | CRG           | Rotax      | Vega  | Córdoba                  | Detalhes |
| 1995 | Massimiliano Orsini | Swiss Hutless | Italsistem | B     | Valence                  | Detalhes |
| 1996 | Johnny Mislijevic   | Tony Kart     | Vortex     | B     | Lonato                   | Detalhes |
| 1997 | Danilo Rossi        | CRG           | CRG        | D     | Salbris                  | Detalhes |
| 1998 | Davide Forè         | Tony Kart     | Vortex     | B     | Ugento                   | Detalhes |
| 1999 | Danilo Rossi        | CRG           | CRG        | D     | Mariembourg              | Detalhes |
| 2000 | Davide Forè         | Tony Kart     | Vortex     | B     | Braga                    | Detalhes |
| 2001 | Vitantonio Liuzzi   | CRG           | Maxter     | B     | 5-venue series           | Detalhes |
| 2002 | Giedo van der Garde | CRG           | Maxter     | B     | 5-venue series           | Detalhes |
| 2003 | Wade Cunningham     | CRG           | Maxter     | B     | Sarno                    | Detalhes |
| 2004 | Davide Forè         | Tony Kart     | Vortex     | B     | La Conca                 | Detalhes |
| 2005 | Oliver Oakes        | Gillard       | Parilla    | B     | Braga                    | Detalhes |
| 2006 | Davide Forè         | Tony Kart     | Vortex     | B     | Angerville               | Detalhes |
| 2007 | Marco Ardigò        | Tony Kart     | Vortex     | B     | Mariembourg              | Detalhes |
| 2008 | Marco Ardigò        | Tony Kart     | Vortex     | B     | La Conca                 | Detalhes |
| 2009 | Arnaud Kozlinski    | CRG           | Maxter     | B     | Macau                    | Detalhes |
| 2010 | Nyck de Vries       | Zanardi       | Parilla    | D     | Zuera                    | Detalhes |
| 2011 | Nyck de Vries       | Zanardi       | Parilla    | B     | Genk                     | Detalhes |
| 2012 | Flavio Camponeschi  | Tony Kart     | Vortex     | B     | 2-venue series (CHN/JPN) | Detalhes |
| 2013 | Tom Joyner          | Zanardi       | TM         | Vega  | 2-venue series (GBR/BHR) | Detalhes |

### Categoria Fórmula A (ex-Super 100)
A Categoria Fórmula A (ex-Super 100) foi disputada entre os anos de 1988 e 2000.
| Ano  | Piloto                 | Chassis   | Motor      |
| ---- | ---------------------- | --------- | ---------- |
| 1988 | Emmanuel Collard       | ?         |            |
| 1989 | Gert Munkholm          | Atomikart | PCR        |
| 1990 | Danilo Rossi           | CRG       | Rotax      |
| 1991 | Alessandro Manetti     | Tony Kart | Rotax      |
| 1992 | Nicola Gianniberti     | Tony Kart | Rotax      |
| 1993 | David Terrien          | Sodi Kart | Rotax      |
| 1994 | Marco Barindelli       | Haase     | Rotax      |
| 1995 | Gastão Fráguas         | Tony Kart | Italsistem |
| 1996 | Jean-Christophe Javier | Tony Kart | Vortex     |
| 1997 | James Courtney         | Tony Kart | Vortex     |
| 1998 | Ruben Carrapatoso      | Tony Kart | Vortex     |
| 1999 | Franck Perera          | Tony Kart | Vortex     |
| 2000 | Colin Brown            | Top Kart  | Parilla    |